# (32730) 1951 RX
1951 RX (asteroide 32730) é um asteroide da cintura principal. Possui uma excentricidade de 0.20922120 e uma inclinação de 5.75111º.
Este asteroide foi descoberto no dia 4 de setembro de 1951 por Karl Wilhelm Reinmuth em Heidelberg.